# レオポルト2世 (リッペ侯)
レオポルト2世（ドイツ語: Leopold II.、1796年11月6日 - 1851年1月1日）は、リッペ侯国の君主（在位：1802年 - 1851年）。1802年に即位した後、1820年まで母のクリスティーネ・ヴィルヘルミーネ・フォン・アンハルト＝ベルンブルクが摂政を務めた。

## 生涯
リッペ侯レオポルト1世とクリスティーネ・ヴィルヘルミーネ・フォン・アンハルト＝ベルンブルクの長男として、デトモルトで生まれた。1802年11月5日に父が死去すると、わずか6歳でリッペ侯に即位した。そのため、母が1820年7月3日まで摂政を務めた。レオポルト2世の母は1819年に憲法を発布した。憲法に基づき議会が成立したが、この議会は当時のドイツにおけるほかの議会と比べて行政権が大きかった。
1825年、宮廷劇場を建設した。この劇場では1826年から1833年までアルベルト・ロルツィングとルートヴィヒ・デブリエントが雇われて演出した。
晩年には1848年革命が勃発した。1851年にデトモルトで死去した後、長男のレオポルト3世が後を継いだ。

## 家族
1820年4月23日、アルンシュタットでシュヴァルツブルク＝ゾンダースハウゼン侯女エミーリエ（1800年 - 1867年）と結婚した。2人は6男3女をもうけた。
- レオポルト3世（1821年 デトモルト - 1875年 デトモルト） - 1852年4月17日、エリザベート・フォン・シュヴァルツブルク＝ルードルシュタットと結婚
- ルイーゼ（1822年 デトモルト - 1887年 デトモルト）
- ヴォルデマール（1824年 デトモルト - 1895年 デトモルト） - 1858年11月9日、ゾフィー・フォン・バーデン（英語版）と結婚
- フリーデリケ（1825年 デトモルト - 1897年 レムゴー）
- フリードリヒ（1827年 デトモルト - 1854年 シュヴァーレンベルク）
- ヘルマン（1829年 デトモルト - 1884年 デトモルト）
- アレクサンダー（1831年 デトモルト - 1905年 ザンクト・ギルゲンベルク・バイ・ドンドルフ）
- カール（1832年 デトモルト - 1834年 デトモルト）
- パウリーネ（1834年 デトモルト - 1906年 カッペル（ドイツ語版））